# Староварварівка
Староварва́рівка — село Олександрівської селищної громади Краматорського району Донецької області, України. Населення становить 849 осіб.

## Географія
Староварварівка лежить на березі водного каналу. В минулому вона була адміністративним центром Староварварівської сільради, до якої також належало село Яковлівка, розташоване за 3 км від Староварварівки. Райцентр Олександрівського району розташований за 17 км. В околицях села розташований заказник Староварварівський ліс.

## Історія
Село засноване в кінці XVIII століття.
У рамках договору обміну територіями 1951 року все українське населення села Гошів (Нижньо-Устрицький район, Дрогобицька область, УРСР — тепер це територія Польщі) було насильно переселене у село Староварварівку.

### Вторгнення російських військ
За повідомленнями українських ЗМІ, 14 травня 2014 в селі засіло угрупування терористів, надвечір його узяли в щільне кільце українські силовики. Терористи зайняли оборону в житлових будинках, де також перебували місцеві жителі. Згодом відбувся запеклий бій між українськими військовими, які беруть участь в антитерористичній операції, та групою терористів, яка засіла в сосновому лісі.
Операція пройшла успішно. Поранених та загиблих серед військовослужбовців Збройних Сил України немає. Натомість військові захопили 3 терористів, у одного з них вилучили ручний протитанковий гранатомет.[неавторитетне джерело]
Напередодні, 13 травня, неподалік, на околицях села Маячка колона ЗС України потрапила в засідку російських терористів. Внаслідок годинного бою загинуло 6 десантників, іще один помер від отриманих поранень під час транспортування до шпиталю.

## Постаті
- Пагулич Євген Геннадійович (1995-2015) — солдат, 25-та бригада. Загинув у бою за Донецький аеропорт.